# Comunele Italiei (D)
Această pagină conține lista comunelor din Italia a căror nume începe cu litera D.
Pentru fiecare comună este indicată provincia și regiunea de care aparține. 
| Comună                  | Provincie             | Regiune               |
| ----------------------- | --------------------- | --------------------- |
| Daiano 2517             | Trento                | Trentino-Alto Adige   |
| Dairago 2518            | Milano                | Lombardia             |
| Dalmine 2519            | Bergamo               | Lombardia             |
| Dambel 2520             | Trento                | Trentino-Alto Adige   |
| Danta di Cadore         | Belluno               | Veneto                |
| Daone                   | Trento                | Trentino-Alto Adige   |
| Darè                    | Trento                | Trentino-Alto Adige   |
| Darfo Boario Terme      | Brescia               | Lombardia             |
| Dasà                    | Vibo Valentia         | Calabria              |
| Davagna                 | Genova                | Liguria               |
| Daverio                 | Varese                | Lombardia             |
| Davoli                  | Catanzaro             | Calabria              |
| Dazio                   | Sondrio               | Lombardia             |
| Decimomannu 2530        | Cagliari              | Sardinia              |
| Decimoputzu             | Cagliari              | Sardinia              |
| Decollatura             | Catanzaro             | Calabria              |
| Dego                    | Savona                | Liguria               |
| Deiva Marina            | Spezia                | Liguria               |
| Delebio                 | Sondrio               | Lombardia             |
| Delia                   | Caltanissetta         | Sicilia               |
| Delianuova              | Reggio Calabria       | Calabria              |
| Deliceto                | Foggia                | Puglia                |
| Dello                   | Brescia               | Lombardia             |
| Demonte 2540            | Cuneo                 | Piemont               |
| Denice                  | Alessandria           | Piemont               |
| Denno                   | Trento                | Trentino-Alto Adige   |
| Dernice                 | Alessandria           | Piemont               |
| Derovere                | Cremona               | Lombardia             |
| Deruta                  | Perugia               | Umbria                |
| Dervio                  | Lecco                 | Lombardia             |
| Desana                  | Vercelli              | Piemont               |
| Desenzano del Garda     | Brescia               | Lombardia             |
| Desio                   | Monza e della Brianza | Lombardia             |
| Desulo 2550             | Nuoro                 | Sardinia              |
| Diamante                | Cosenza               | Calabria              |
| Diano Arentino          | Imperia               | Liguria               |
| Diano Castello          | Imperia               | Liguria               |
| Diano d'Alba            | Cuneo                 | Piemont               |
| Diano Marina            | Imperia               | Liguria               |
| Diano San Pietro        | Imperia               | Liguria               |
| Dicomano                | Florența              | Toscana               |
| Dignano                 | Udine                 | Friuli-Veneția Giulia |
| Dimaro                  | Trento                | Trentino-Alto Adige   |
| Dinami 2560             | Vibo Valentia         | Calabria              |
| Dipignano               | Cosenza               | Calabria              |
| Diso                    | Lecce                 | Puglia                |
| Divignano               | Novara                | Piemont               |
| Dizzasco                | Como                  | Lombardia             |
| Dobbiaco                | Bolzano               | Trentino-Alto Adige   |
| Doberdò del Lago        | Gorizia               | Friuli-Veneția Giulia |
| Dogliani                | Cuneo                 | Piemont               |
| Dogliola                | Chieti                | Abruzzo               |
| Dogna                   | Udine                 | Friuli-Veneția Giulia |
| Dolcè 2570              | Verona                | Veneto                |
| Dolceacqua              | Imperia               | Liguria               |
| Dolcedo                 | Imperia               | Liguria               |
| Dolegna del Collio      | Gorizia               | Friuli-Veneția Giulia |
| Dolianova               | Cagliari              | Sardinia              |
| Dolo                    | Veneția               | Veneto                |
| Dolzago                 | Lecco                 | Lombardia             |
| Domanico                | Cosenza               | Calabria              |
| Domaso                  | Como                  | Lombardia             |
| Domegge di Cadore       | Belluno               | Veneto                |
| Domicella 2580          | Avellino              | Campania              |
| Domodossola             | Verbano-Cusio-Ossola  | Piemont               |
| Domus de Maria          | Cagliari              | Sardinia              |
| Domusnovas              | Carbonia-Iglesias     | Sardinia              |
| Don                     | Trento                | Trentino-Alto Adige   |
| Donato                  | Biella                | Piemont               |
| Dongo                   | Como                  | Lombardia             |
| Donnas                  | Aosta                 | Valle d'Aosta         |
| Donori                  | Cagliari              | Sardinia              |
| Dorgali                 | Nuoro                 | Sardinia              |
| Dorio 2590              | Lecco                 | Lombardia             |
| Dormelletto             | Novara                | Piemont               |
| Dorno                   | Pavia                 | Lombardia             |
| Dorsino                 | Trento                | Trentino-Alto Adige   |
| Dorzano                 | Biella                | Piemont               |
| Dosolo                  | Mantova               | Lombardia             |
| Dossena                 | Bergamo               | Lombardia             |
| Dosso del Liro          | Como                  | Lombardia             |
| Doues                   | Aosta                 | Valle d'Aosta         |
| Dovadola                | Forlì-Cesena          | Emilia-Romagna        |
| Dovera 2600             | Cremona               | Lombardia             |
| Dozza                   | Bologna               | Emilia-Romagna        |
| Dragoni                 | Caserta               | Campania              |
| Drapia                  | Vibo Valentia         | Calabria              |
| Drena                   | Trento                | Trentino-Alto Adige   |
| Drenchia                | Udine                 | Friuli-Veneția Giulia |
| Dresano                 | Milano                | Lombardia             |
| Drezzo                  | Como                  | Lombardia             |
| Drizzona                | Cremona               | Lombardia             |
| Dro                     | Trento                | Trentino-Alto Adige   |
| Dronero 2610            | Cuneo                 | Piemont               |
| Druento                 | Torino                | Piemont               |
| Druogno                 | Verbano-Cusio-Ossola  | Piemont               |
| Dualchi                 | Nuoro                 | Sardinia              |
| Dubino                  | Sondrio               | Lombardia             |
| Due Carrare             | Padova                | Veneto                |
| Dueville                | Vicenza               | Veneto                |
| Dugenta                 | Benevento             | Campania              |
| Duino-Aurisina          | Trieste               | Friuli-Veneția Giulia |
| Dumenza                 | Varese                | Lombardia             |
| Duno 2620               | Varese                | Lombardia             |
| Durazzano               | Benevento             | Campania              |
| Duronia                 | Campobasso            | Molise                |
| Dusino San Michele 2623 | Asti                  | Piemont               |